# Caraiac
Caraiac (en francès Carayac) és un municipi francès situat al departament de l'Òlt i a la regió d'Occitània.

## Demografia
| 1962                                       | 1968 | 1975 | 1982 | 1990 | 1999 | 2007 |
| ------------------------------------------ | ---- | ---- | ---- | ---- | ---- | ---- |
| 34                                         | 53   | 57   | 52   | 59   | 82   | 77   |
| Des de 1962: població sense dobles comptes |      |      |      |      |      |      |

## Administració
| Període   | Identitat              | Partit |
| --------- | ---------------------- | ------ |
| 2001-2008 | Denise Balat           |        |
| 2008-     | Jean-Pierre Pfenninger |        |